# Kate De Goldi

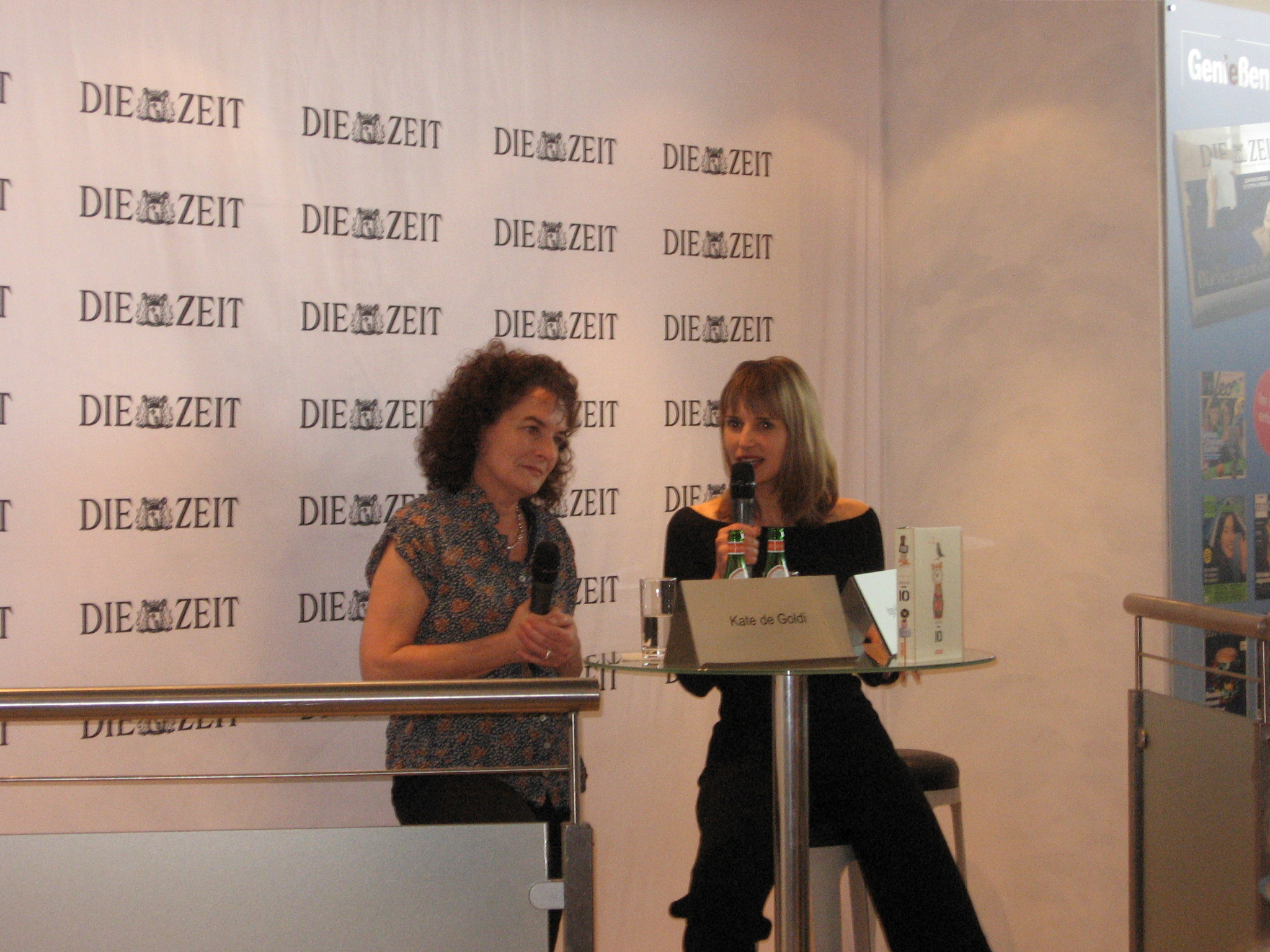
Kate De Goldi (links) im Oktober 2012 auf der Frankfurter Buchmesse

Kate De Goldi (* 18. August 1959 in Christchurch, Neuseeland, vollständiger Name: Kathleen Domenica De Goldi) ist eine Autorin von Romanen und Kurzgeschichten für Kinder und Jugendliche. Einem größeren Publikum ist sie vor allem durch ihren vielfach international ausgezeichneten Jugendroman abends um 10 bekannt.

## Leben
Kate De Goldi wurde 1959 in Christchurch geboren, wuchs dort auch auf und lebt inzwischen in Wellington. Für ihre Kurzgeschichten und Romane wurde sie mehrfach ausgezeichnet. Für ihr Buch abends um 10 erhielt sie den „New Zealand Post Book of the Year Award“ und den „Readers’ Choice Award“ und stand auf der Bestsellerliste. Mehrere Bücher Kate de Goldis wurden auch ins Deutsche übersetzt. Neben ihrer Tätigkeit als Buchautorin schreibt sie auch journalistische Beiträge und bespricht regelmäßig Bücher im Hörfunk und Fernsehen.
2012 war sie Jurymitglied der Auszeichnung Das außergewöhnliche Buch des Kinder- und Jugendprogramms des Internationalen Literaturfestivals Berlin.

## Literarische Bedeutung
Kate De Goldi ist vor allem für ihren Roman abends um 10 bekannt, der in der Presse sehr gut besprochen wurde. In Die Welt schreibt Annette Pehnt, dieses Buch sei „zauberhaft. Sein Zauber wirkt ganz allmählich; er schält sich aus den Alltäglichkeiten eines 13-jährigen Jungenlebens heraus und verwandelt das ungepflegte Reihenhäuschen einer auf den ersten Blick sympathisch-chaotischen Familie in ein Biotop ernst genommener Sonderbarkeiten. Es ist ein Zauber, der ganz ohne Knalleffekte und Showeinlagen auskommt, und sogar auf das große Happy End verzichtet. Im Gegenteil ist genau das die Erkenntnis, die Frankie im Laufe dieser ganz eigenen, liebevoll erzählten Coming-of-Age-Geschichte dämmert: Nicht immer geht alles gut aus, aber daran muss niemand sterben. Zwischen schwarz und weiß gibt es eine Vielfalt von Grau- und Silbertönen, die Frankie immer eigenständiger, mit zunehmend weniger Angst zu erkunden lernt.“ Auch Andrea Wanner vom Titel-Kulturmagazin ist sehr angetan: „Leise, behutsam und witzig kommt diese Geschichte daher, schleicht sich einem ins Herz, berührt und bewegt. Und lässt einen mit vielen Fragen zurück.“

## Bibliografie (Auswahl)
- übersetzt ins Deutsche:
  - 2011: abends um 10, Text: Kate De Goldi, Übersetzung aus dem Englischen: Ingo Herzke, Carlsen Verlag; Original: The 10 PM Question (2008)
  - 2014: Die Anarchie der Buchstaben, Text: Kate De Goldi, Übersetzung aus dem Englischen: Ingo Herzke, Königskinder Verlag; Original: The ACB With Honora Lee (2014)
  - 2017: Barney Kettles bewegte Bilder, Text: Kate De Goldi, Übersetzung aus dem Englischen: Ingo Herzke, Königskinder Verlag; Original: From the Cutting Room of Barney Kettle (2015)

## Auszeichnungen
- 1997: Esther Glen Award für Sanctuary
- 2010: IBBY Ehrenliste für The 10 PM Question[3]
- 2011: Corine (Literaturpreis) für abends um 10
- 2011: Luchs im Monat Juli für abends um 10
- 2011: Eule des Monats April für abends um 10
- 2011: Die besten 7 im März für abends um 10
- 2016: Esther Glen Award für From the Cutting Room of Barney Kettle

## Festivalteilnahmen
- 2012: Kinder- und Jugendprogramm des 12. internationalen literaturfestivals berlin im September
- 2012: Harbourfront Literaturfestival in Hamburg im September
- 2013: Brisbane Writer´s Festival im September[4]